# Mallophora aeaca
Mallophora aeaca là một loài ruồi trong họ Asilidae. Mallophora aeaca được Williston miêu tả năm 1901.